# BBC Choice
A BBC Choice a BBC első digitális, általános szórakoztató csatornája, ami kizárólag digitálisan sugárzott. A csatorna nevét 2003-ban megváltoztatták BBC Three-re.
A BBC Choice kezdetben délután 5 órakor kezdte adását, de ez később este 7 órára tevődött át. A csatorna gyermekműsorokat is sugárzott, kezdetben hétvégén, majd hétköznap délután is.

## Története

### Indulása
Indulásakor még nem sugárzott földfelszínen, mert nem volt nagy nézőközönsége, ezért online volt elérhető. Kezdetben megismételte az EastEnders és a Monty Python Repülő Cirkuszának az első részét. Elsősorban abból a célból indították el, hogy egyszerre ismételhessék a BBC One és a BBC Two műsorait, valamint ezeknek Backstage („Kulisszák mögött”) változatát. A csatorna rendes alternatívája a BBC One-nak és a BBC Two-nak. Az első két BBC-csatornával hármast alkotnak.

### Gyermekműsorok
A csatorna első évében gyermekprogramokat rakott hétvége délutánokra a CBBC Choice blokkban. 1999. november 29-től napi rendszerességre váltott, valamint a nevét CBBC on Choice-ra változtatta valamint reggel 6 és este 7 közt sugározta. A blokk 2002 februárjáig tartott, amikor a BBC elindította külön gyerekcsatornáit.

### A 2000-es évek elején
A csatorna 2000 júniusában gyökeresen megváltoztatta a digitális csatornaformátumokat, hogy olyan vegyes közönsége legyen mint a BBC One-nak és a BBC Two-nak, a BBC Knowledge oktató és informatív műsorokat sugároz. 2000-től a Knowledge és a Choice meghatározottabb közönség felé fordult: a Knowledge dokumentumfilmeket és kulturális műsorokat ad, a Choice pedig a fiatalokat akarja megszólítani, amit története során nehéz volt elérni. 

### Megszűnése
A BBC 2000 augusztusában bejelentette, hogy a csatornát át fogja nevezni BBC Three-re, a fiatalok megszólítására való törekvéseinek részeként. A kormány azonban elhalasztotta a digitális csatornák kiszélesítését, fontosabb volt a BBC Knowledge átalakítása BBC Fourra, két gyerekcsatorna (CBBC, CBeebies) és 5 digitális rádiócsatorna indítása. Végül így 2001 októberétől kezdett átállni a BBC Three formátumára.